# 不思議ね…
「不思議ね…」（ふしぎね）は、日本のロックバンド・ZARDが、Zard名義で発売した2作目のシングルである。

## 概要
- 前作「Good-bye My Loneliness」から約4か月を置いてのシングル。本作までZard名義で発売された。
- 本作から正式なバンドメンバーが起用された、バンド形態で発売された。
- 前作同様CD規格ではオリジナル・カラオケが収録されておらず、カセット規格のみオリジナル・カラオケが収録された。

## 収録曲
1. 不思議ね… [4:14]
作詞：坂井泉水
作曲：織田哲郎
編曲：明石昌夫
ギターが強調されている。1999年発売の初ベスト『ZARD BEST 〜Request Memorial〜』では16位と惜しくも収録されなかったが、ミュージック・ビデオは前作に引き続き岩井俊二が監督を務めており、この作品の特典で入手することができる[注 1]。また、2008年発売『ZARD Request Best 〜beautiful memory〜』では14位にランクインし、ようやく収録された。この楽曲のオリジナル・カラオケはカセット規格でしか音源化されていなかったが、坂井逝去後の2017年6月14日に発売された隔週刊『ZARD CD＆DVD COLLECTION 第9号 少女の頃に戻ったみたいに』にて初めてCD規格で音源化された。
2. 素直に言えなくて [4:17]
作詞・作曲：坂井泉水
編曲：明石昌夫
初の坂井作曲による楽曲。歌詞は一人でいるときの決意を歌っている。坂井逝去後の2009年に倉木麻衣と岡本仁志が参加しリメイクされ、同年45枚目のシングル「素直に言えなくて」として発売された。この楽曲もオリジナル・カラオケはカセット規格でしか音源化されていなかったが、坂井逝去後の2017年10月18日に発売された隔週刊『ZARD CD＆DVD COLLECTION 第18号 あなたを感じていたい』にて初めてCD規格で音源化された。

## 参加ミュージシャン
Zard
- 坂井泉水：Vocal
- 町田文人：Guitar
- 星弘泰：Bass
- 道倉康介：Drums
- 池澤公隆：Keyboards

## タイアップ
- 日本テレビ系列クイズ番組『マジカル頭脳パワー!!』エンディングテーマ (#1)

## 楽曲の収録アルバム
- もう探さない (#1,2)
- ZARD Request Best 〜beautiful memory〜 (#1)
- ZARD SINGLE COLLECTION 〜20th ANNIVERSARY〜 (#1,2)